# Шотландская железнодорожная стачка (1891)
Шотландская железнодорожная забастовка 1891 года (англ. The Scottish Railway Strike) — одна из крупнейших организованных забастовок рабочих Великобритании, произошедшая 21 декабря 1890—31 января 1891 года. Стачка была организована работниками трёх крупнейших британских железнодорожных компаний: North British Railway, Caledonian Railway и The Glasgow and South Western Railways. Из-за этой забастовки прекратили работу крупнейшие предприятия Шотландии, поскольку поставка энергоресурсов была парализована. Цены на уголь мгновенно выросли.

## Причины
Агитация за сокращение рабочего дня среди работников железной дороги формально началась в 1882 году. В январе 1883 года забастовали рабочие Caledon Railways. Несмотря на то, что стачку можно считать частичным провалом, рабочим удалось добиться улучшений условий труда. В том же году рабочие North British Railway отправили делегацию из своих представителей, однако они ничего не добились, за исключением незначительных уступок. Тогда трудящиеся требовали 9-часового рабочего дня.
Требование, касающееся нормализации рабочего дня, было сформулировано осенью 1889 года. В январе 1890 года руководство NBR приняло рабочую делегацию, удовлетворило ее требования. Некоторые рабочие отказались выполнить просьбу руководства о встрече с представителями управления. В итоге рабочий день был сокращен до 8 часов для шести часов только для 6 % рабочих. Рабочий день остальных составлял 12—15 часов. Таким образом, уступки января 1890 года были недостаточны даже в отношении связистов, не говоря уже о машинистах и кочегарах..
Положение железнодорожных рабочих значительно ухудшилось в летний и осенний периоды 1890 года из-за перегрузки транспорта в связи с открытием моста Форт. Перегрузка была вызвана открытием нового моста в сети North British Railway. 10 сентября 1891 года рабочие выдвинули коллективные требования к руководству: по их мнению, рабочий день не должен был превышать 10 часов. Рабочие требовали нормализации методики подсчёта: по их мнению сверхурочные должны были быть оплачены в четверть часов. Руководство компаний ответило сотрудникам о невозможности уступок в подобном виде. По мнению представителей бизнеса, все требования могли быть рассмотрены только в виде встречи управления с рабочими делегатами. Работники железных дорог это предложение отвергли, поскольку считали, что нужно обратиться с этим делом в суд. 19 октября 1890 года на рабочем собрании было решено выдвинуть ультиматум капиталистам: если требования работников не будут исполнены, то начнётся забастовка. 23 ноября 1890 года на собрании исполнительный комитет профсоюза посоветовал трудящимся начать забастовку, поскольку на этом рабочем собрании были зачитаны ответы руководства компаний. Они заявили о наличии некоторой суммы, попросили трудящихся прислать секретарю профсоюза уведомления о прекращении работы, чтобы тот отослал эти уведомления в компании. Затем профсоюзное руководство попросило членов тред-юниона подать уведомления секретарю тред-юниона, чтобы тот передал их капиталистам.
Управление ответило, что улучшение условий труда в процессе осуществления с 1883 года.
30 ноября и 7 декабря 1890 года были организованы рабочие собрания в различного рода железнодорожных центрах Шотландии. 7 декабря исполнительному комитету профсоюза была вручено 4173 уведомления о прекращении работы. Исполнительный комитет намекнул, что считает эти уведомления недостаточными, поскольку в профсоюзе состоит 9000 работников, то есть за прекращение работы выступает меньшинство, тогда как о мнениях рабочих, которые не состояли в профсоюзе ничего известно не было. В ноябре и декабре 1890 года среди рабочих царили негативные мнения об исполкоме профсоюза. Казалось, что они «льют холодную воду» на организацию забастовки.
Подобные настроения имели выражение в Глазго в предложении дать «недельное» уведомление 14 декабря, то есть стачка, согласно такому взгляду, должна была начаться 21 декабря. Контрпредложение исполкома заключалось в отсрочке забастовки. Это предложение было принято на собраниях, состоявшихся в разных местах региона 14 декабря. Эти собрания посетили 2100 работников, из которых 600 проголосовало за немедленное прекращение работы, тогда как 875 членов профсоюза решило подчиниться мнению исполкома, согласно которому требовалось большее количество одобрений со стороны членов профсоюза.
21 декабря на собрании в Глазго исполком заявил, что голоса для прекращения работы всё ещё необходимы, что сам исполком выступает против немедленного прекращения работы. Человек с балкона инициировал голосование о немедленном прекращении работы. Это предложение было поддержано 661 голосом к 81. Однако в тот же день на собраниях, прошедших в Эдинбурге, Перте, Мотеруэлле и в других населённых пунктах было принято решение о немедленном прекращении работы без уведомления. Исключением было одно рабочее собрание.

## Ход забастовки
На 21 декабря 1890 года в Шотландии бастовало свыше 3 000 железнодорожных рабочих. 22 декабря их уже было около 4 000. 23 декабря — от 5 000 до 6 000. К 25 числу количество участников стачки увеличилось до 9 000. Руководство компаний было застигнуто врасплох, поскольку они не смогли подготовить связь между шотландскими населёнными пунктами запада, центра, востока и юга во время стачки. Транспорт в этих частях Шотландии на день или на два был полностью парализован. Более всего убытков понесла компания Noorth British Railway.
С 22 декабря депо всех трёх компаний были забиты товарами, поскольку техника была покинута рабочими. Новое расписание для пассажиров было значительно сокращено. Количество минералов резко стало незначительным. В течение нескольких дней долина Левен, Аберфойл и несколько других линий были полностью закрыты для движения. В Глазго с 21 декабря по 28 января прекратили ходить кольцевые поезда в метро. Несмотря на наличие штата лояльных работников, к котором присоединились штрейхбрейкеры железнодорожным компаниям не удалось восстановить объем перевозок. Стачка ухудшила положение всех классов общества, поскольку приблизительно у 100 000 человек возникли серьёзные проблемы. На заводе Зингера в Килбоуи около 5 000 остались без работы, поскольку особые поезда компании North British Railway не смогли их доставить на работу. Итоговым моментом стало 5 января, когда промышленные предприятия должны были возобновить работу. Особенное значение имеет острая нехватка угля: из-за нехватки угля в Глазго остановилась сталелитейная промышленность, кораблестроение, машинстроение, хлопчатобумажная индустрия. Запасы угля были мгновенно истощены, хотя уголь и поставлялся напрямую от угольных компаний, стремительно обогащая угольных магнатов, и угля не хватало на приведение пароходов в действие, и его экспорт. Невозможность доставить угль от шахт принудила их владельцев остановить добычу. Множество шахтёров осталось без работы, однако некоторых из них поддержали профсоюзы. Повышение стоимости топлива особенно ударило по самым бедным слоям населения, поскольку зима 1890—91 была особенно суровой. Стоимость угля в розницу выросла в два раза.
Энергетический кризис был неотвратим, и газовые поставки в Эдинбург и Глазго были под угрозой срыва. Уголь завозили из Тайна, а не из Клайда и Форта. Повозки использовались для перевозки товаров из сельских производственных районов на расстояние до тридцати миль в Глазго для транспортировки морем, поскольку суда ожидали груза, тогда как иностранные купци закупали товары в другом месте.
Ежедневно рабочие района Глазго проводили собрания во время стачки. Собирались рабочие в Альбион-Холлз на Колледж-стрит. До прибытия членов исполкома в два часа они пели песни, иногда танцевали и играли на музыкальных инструментах.
Когда воскресным вечером 21 декабря 1890 была объявлена забастовка, мистер Тейт, секретарь профсоюза, доказал свою верность рабочему делу, и разложил немедленно "план кампании", который он составил для стачки, которую он планировал провести в соответствии со всеми нормами. Согласно этому плану, нужно было отправить прямо с собрания пикеты в Сент-Роллокс и Полмади, районам Глазго, в Мотруэлл и в остальные места, чтобы "вывести людей на улицу". Пикетирование в первое воскресение стачки было большим успехом бастующих. Энтузиазм стачечников возрос, поэтому к ним присоединились толпы народа.
Пикеты стали рутиной во время стачки. Они оплачивались из профсоюзных касс, однако было множество добровольцев, которые проводили с пикетирующими стачечниками мрачные часы между 11 часами вечера и 5 или 6 часасами утра на холмах Лотиана, бродя от одной хижины к другой по вересковым пустошам или на дороге на Полмади.
Помощь пострадавшим компаниям оказали местные фирмы. Эти фирмы предоставили в их распоряжение техники вместе с персоналом. Также помощь оказали английские железнодорожные компании, которые помогли в перемещении на юг. Что касается стачечников, им оказали помощь английские и шотландские профсоюзы в виде сумм и "агитаторов". Инциденты, известные во время крупных английских стачек стали привычным делом в Шотландии: рабочие активно выставляли пикеты, случались многочисленные столкновения стачечников и их симпатизантов с полицией, имела место порча имущества железнодорожных компаний со стороны штрейхбрейкеров, которые совершенно не умели обращаться с техникой.
Менее всего были недовольны рабочие Glasgow and South-Western Railway, поскольку в этой компании больше работников имело 8-часовой рабочий день. Именно поэтому задолго до того как возобновилась эксплуатация других линий руководство этой компании переманило стачечников на свою сторону. Влияние на боевой дух остальных стачечников было оказано грандиозное, поэтому инициаторам стачки пришлось приложить много усилий, чтобы рядовые стачечники не сдались.
Первой попыткой примирить трудящихся с капиталистами были переговоры в Данди, начавшиеся 29 декабря 1890 года. Однако обещания Уолкера, управляющего North British Railways были отвергнуты работниками, поскольку они сочли эти обещания силишком размытыми.
5 января 1891 года около дюжины семей машинистов было выселено из домов, принадлежащих Caledon Railways в Мотеруэлле. Выселения были организованы полицией под начальством местного шерифа в присутствии около 20 или 30 тыс. человек. Крыша железнодорожной станции и сигнальная будка были разбиты мародёрами, поэтому перед толпой зачитывался акт о бунтовщиках. Принимая во внимание особенное возбуждение народа, представители компании остановили выселение оставшихся стачечников.
Поскольку переговоры в начале забастовки провалились, член парламента Холдейн предпринял попытку 7 и 8 января достигнуть договора между сторонами на базе соглашения между компанией North Eastern Railway и работниками. Попытка провалилась, однако она сыграла ключевую роль в конфликте, поскольку конфликт был сокращён до одного требования. Ранее рабочие требовали не только улучшения условий труда, но и более открытого переговорного процесса с руководством компаний. Именно поэтому Холдейну удалось уговорить рабочих оставить второе требование. Он также уговорил рабочих пообещать руководству компаний вернуться к работе, когда им будет гарантирована шестидесятичасовая рабочая неделя или 10-часовой рабочий день "интерпретируемый в разумном духе". Холдейн выдвинул это предложение перед руководством компании, однако те ответили, что жалобы рабочих буду рассмотрены только тогда, когда они вернутся к работе. Тогда исполком профсоюза железнодорожников выпустил манифест, в котором вину за продолжение стачки возложил на капиталистов. В манифесте было заявлено со всей решительностью, что рабочие продолжат стачку.
Отличительной особенностью стачки было колебание многих стачечников: некоторые люди сначала поддержали стачку, затем вернулись, после повторно забастовав. Угроза срыва стачки снова и снова порождала панику, и в конце пятой недели забастовки это состояние стало перманентным. После того как компании Glasgow and South-Western Railway удалось подавить волю рабочих, компания Caledon Railways стала заставлять своих работников вернуться к работе до тех пор, пока не было объявлено, что вакансий нет. Этот удар вызвал панику среди тех работников этой компании, которые упорно продолжали стачку, именно поэтому эти рабочие решили сдаться: они перешли на службу в компанию North British Railway. Между тем рабочие, нанятые в период чрезвычайной ситуации, были недовольны условиями труда в компаниях, поэтому многие из них оставили работу. В конце пятой недели количество стачечников не превышало 3 000 работников.
Несмотря на существенные потери в ходе стачки, руководство компаний не соглашалось на уступки, поскольку, по мнению управления North British Railway, рабочие должны были вернуться в компании, чтобы их жалобы были рассмотрены руководством. Компания Caledon Railways отказалось вводить у себя 10-часовой рабочий день для всех работников.
19 января 1891 года исполком профсоюза железнодорожников призвал графа Абердина воспользоваться своим влиянием, чтобы положить конец трудовому спору. По мнению исполкома, возможно было объявить о том, что рабочие возвратятся на свои места, если граф, посетив компанию, убедится в искренности намерений руководства улучшить условия труда. Однако Абердин не знал, как советовать что-либо исполкому открыто. После встречи с железнодорожными магнатами он написал в исполком, что жалобы будут серьёзно рассматриваться, что нужно вернуться работникам в компании.
23 января 1891 года Ченнинг, член парламента Великобритании, выдвинул резолюцию, согласно которой железнодорожным компаниям предписывалось не повышать чрезмерно продолжительность рабочего времени железнодорожных рабочих или повысить заработную плату работников до такой степени, чтобы у них не было нужды в сверхурочных работах. Резолюция не была принята, поскольку это бы заставило нижнюю палату парламента заниматься законодательной работой, касающейся этого вопроса. Хотя правительство резолюцию не приняло, председатель торговой палаты выступил с инициативой создания специальной комиссии для рассмотрения специального законопроекта о продолжительности рабочего времени.
На шестой неделе забастовки стороны были далеки от договорённостей. NBR и CR поддерживали работу лишь частично, тогда как минералы тяжёлой фракции вовсе не перемещались. Перспектива насильственного вмешательства парламентского учреждения играло на руку директорам, тогда как возросшее количество беспорядков в компании сильно влияло на поведение общественности и рабочих вождей. Руководство компании North British Railway подало гражданский иск против исполкома профсоюза железнодорожников. Это предприятие сокращало перспективы мирного урегулирования трудового конфликта.
В то же время компании подают гражданский иск против исполкома профсоюза. 29 января 1891 года произошла встреча между представителями рабочих и руководством NBR. На встрече был разрешён колнфликт, касающийся этой компании. Мистер Уолкер, управляющий компании, заявил, что, согласно меморандуму Данди, его главное условие заключается в том, что жалобы работников были рассмотрены в течение двух недель. Дискуссия, однако, должна была состояться между рабочими делегатами и капиталистами, что было не в практике трудовых споров. Все судебные тяжбы против исполкома должны были прекратиться. 31 января был разрешён трудовой конфликт в CR, однако руководство этой компании некоторое время не принимало меморандума.